# 聖以諾站
聖以諾站（英語：Saint Enoch railway station）曾是位於蘇格蘭格拉斯哥的一座幹線鐵路車站，與格拉斯哥中央車站毗鄰。於1977年拆除，原址被改建為購物中心。隸屬於該站的旅館，曾是格拉斯哥第一個安裝電燈的場所。

## 歷史

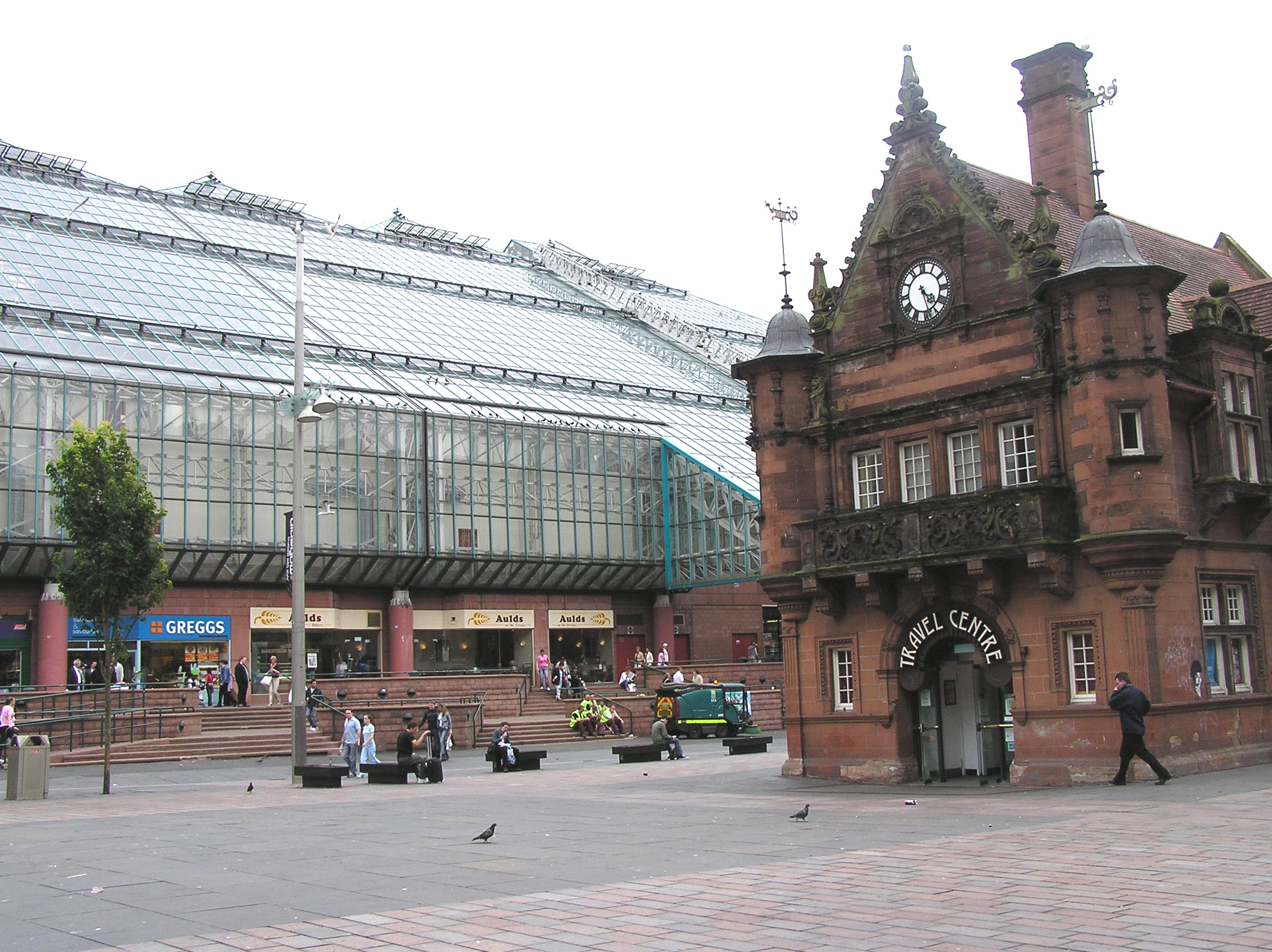
在同一個角度拍攝的聖以諾車站舊址，以及舊聖以諾地鐵站站口（右手鐘樓，現已改為咖啡店）

1876年，格拉斯哥聯合鐵路在繁華的聖以諾廣場正式開放聖以諾車站。雖然第一輛旅客列車已經於1876年5月1日停靠於此，但官方正式的開放日期是1876年10月17日。1883年，該站轉手格拉斯哥西南鐵路，並成為其總站。該站聯通隸屬於該公司的多條鐵路，包括Ayr、Dumfries、卡萊爾、Kilmarnock 和 Stranraer。作為中部鐵路的合作公司，同時運營通往英格蘭的鐵路。以塞特爾-卡萊爾線鐵路為節點，通向利茲、謝菲爾德、德比和倫敦聖潘克拉斯。1903年，一列列車失控衝出月台，導致16名乘客死亡，64人受傷的慘劇。在1923年英國鐵路大規模重組後，倫敦倫敦米德蘭和蘇格蘭鐵路接管運營。當國有化方案通過時，此站被劃歸英國鐵路。1959年，經過調整，所有的市郊車從東基爾布萊德站移入聖以諾車站。官方稱是為了緩解格拉斯哥中央車站的交通壓力，而實際上則是因為市郊車僅有三條線路實現柴油機牽引（其餘仍為蒸汽機牽引），使此站成為在英國為數不多的仍舊運營蒸汽機牽引的幹線鐵路車站。

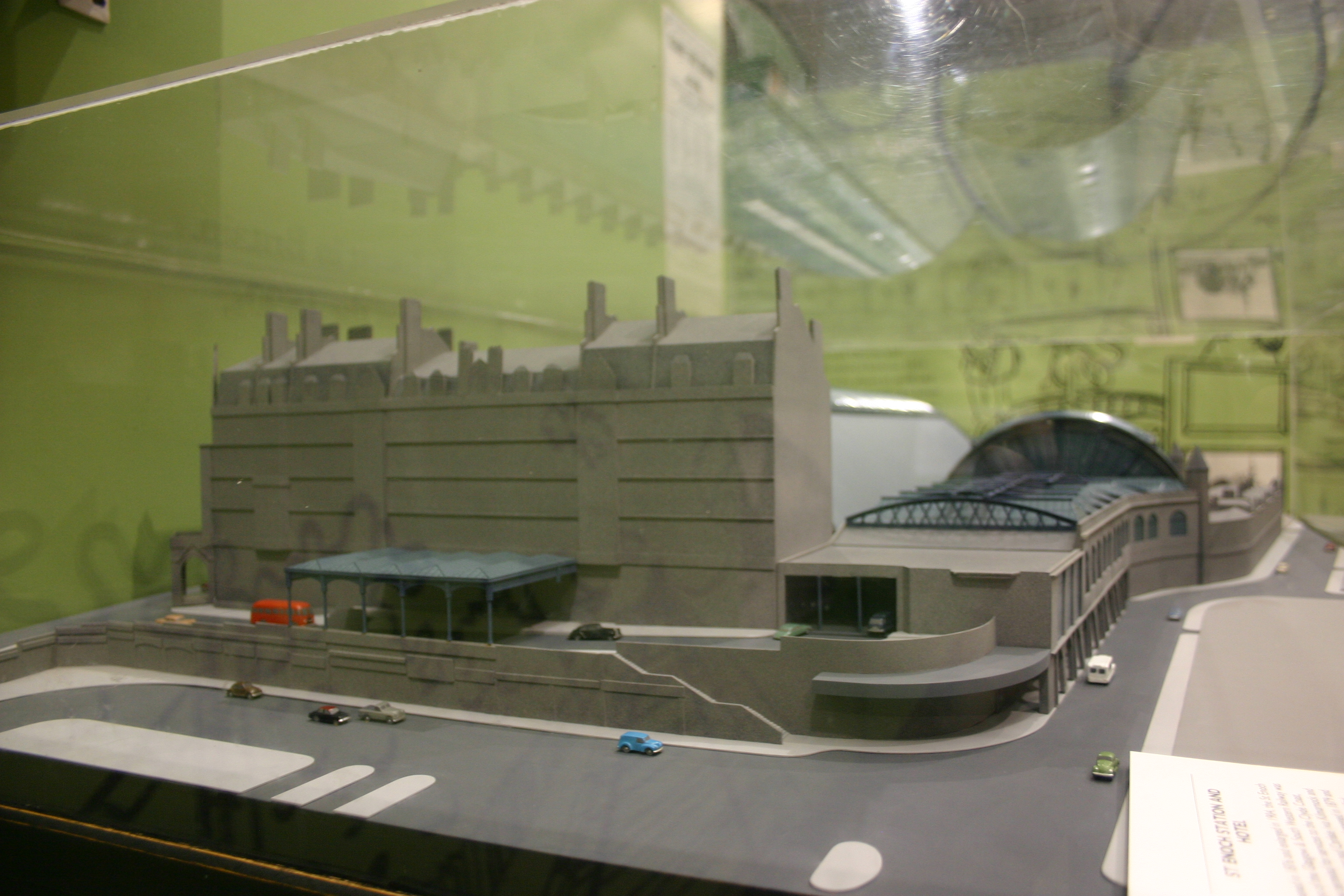
聖以諾車站的模型，格拉斯哥交通博物館。

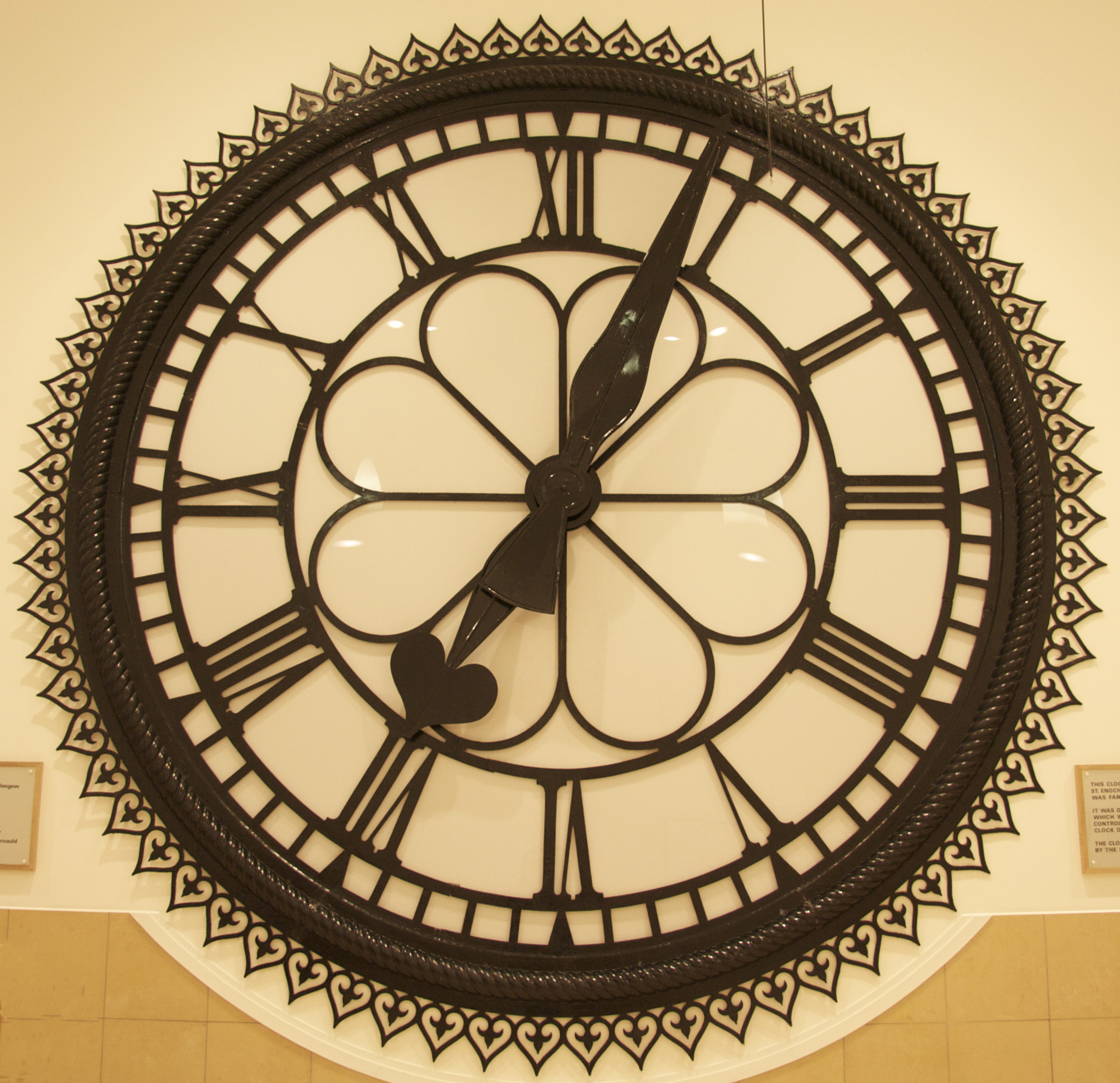
聖以諾車站的大鐘面板，作為保留物存放於坎伯諾爾德。

作為一個擁有12個月台，巨大玻璃穹頂的大型車站（規模相似於格拉斯哥中央車站），仍舊於1966年7月27日被英國鐵路以“鐵路系統整合”的需求關閉。每日250車次和2萬3千人的客流壓力瞬間加於格拉斯哥中央車站。車站穹頂在巨大的抗議聲中於1977年拆除。曾懸掛於穹頂的車站大鐘面板得到保留，陳列在坎伯諾爾德。同時拆除還有隸屬於車站的旅館。